# 이별 (드라마)
《이별》은 SBS 특집드라마이다.

## 기획 의도
부모님에 대해 다시 생각하게 만드는 드라마

## 제작진
- 극본 : 하청옥
- 연출 : 고흥식

## 출연진
- 김영옥
- 박주아
- 양금석
- 최상훈

- <이별> 전회차 무료보기